# Eparchia noworosyjska
Eparchia noworosyjska – jedna z eparchii Rosyjskiego Kościoła Prawosławnego, z siedzibą w Noworosyjsku. Należy do metropolii kubańskiej.
Erygowana 12 marca 2013 postanowieniem Świętego Synodu Rosyjskiego Kościoła Prawosławnego, poprzez wydzielenie z eparchii jekaterinodarskiej. Obejmuje część Kraju Krasnodarskiego – miasta: Noworosyjsk i Gelendżyk oraz rejony: anapski, krymski, sławiański i tiemriukski.
Główną świątynią eparchii jest sobór Zaśnięcia Matki Bożej w Noworosyjsku.

## Biskupi noworosyjscy
- Teognost (Dmitrijew), 2013[2]-2024[3]
- Kalistrat (Romanienko), 2024[4][5]
- Sergiusz (Ziat´kow)[5]